# Stasimopus meyeri
Stasimopus meyeri är en spindelart som först beskrevs av Karsch 1879.  Stasimopus meyeri ingår i släktet Stasimopus och familjen Ctenizidae. Inga underarter finns listade i Catalogue of Life.